# Salvino Sierra
Salvino Sierra Val (Villalaco, Palencia) fue un médico español. En 1917 fundó el Museo Anatómico Sierra en la Facultad de Medicina de la Universidad de Valladolid, que posteriormente fue convertido en Museo Anatómico de Valladolid. Este fue utilizado durante décadas por los estudiantes de Medicina para familiarizarse con muchos de los modelos y preparaciones anatómicas recopiladas en sus numerosos viajes a institutos y facultades europeas. 
Se desvinculó del poder y del materialismo para adherirse a un profundo sentimiento de pertenencia y de arraigo a sus raíces campesinas y humildes. Su trayectoria profesional fue impecable y recibió cantidad de reconocimientos que le aportaron un estatus social y económico relevante y muy rentable. Sin embargo, siempre hizo gala de una gran sencillez y naturalidad intentando echar una mano y ayudar a los suyos. 
Donó su domicilio al Ayuntamiento y todos sus bienes fueron  heredados por los más necesitados.

## Obras
- Programa de anatomía descriptiva y general. 1º y 2º Curso (1883)
- Memoria que la Junta Local de Sanidad de Valladolid eleva al Consejo de Sanidad del Reino (1894)
- Programa de Anatomía descriptiva y Embriología (1897)
- Memoria sobre la visita a las Facultades de Medicina y Hospitales de Francia e Italia en 1902: seguida de algunas consideraciones sobre nuestras facultades de Medicina, y la enseñanza médica de nuestro país (1903)
- La técnica anatómica en la Facultad de Medicina de Valladolid (1904)
- Discurso presentado en la Real Academia de Medicina de Valladolid( Algunas consideraciones sobre el tratamiento quirúrgico del cáncer uterino) (1911)
- Congreso de Valladolid: 17 - 22 de octubre de 1915 (1915)
- Lo que debe ser una Facultad en los tiempos actuales: conferencia dada en el 5º Congreso para el Progreso de las Ciencias, en 21 de octubre de 1915, en Valladolid (1915)
- Inauguración del Instituto Anatómico Sierra: 24 de mayo de 1916 / Universidad de Valladolid. Facultad de medicina (1916)
- Conveniente renovación del personal docente de nuestras Universidades y Escuelas Profesionales: Conferencia de extensión universitaria, dada en la universidad de Valladolid, el 14 de abril de 1917 (1917)
- Política universitaria (1918)
- Administración técnica de los cadáveres en las salas de disección, para la mejor y más conveniente enseñanza de la Anatomía humana en las Facultades de medicina (1918)
- Discurso leído por Ramón López Prieto en el acto de su recepción y contestación de Salvino Sierra y Val el 6 de marzo de 1921 (1921)
- Apuntes sobre 1ª enseñanza: conferencia de extensión universitaria dada el de mayo de 1919 en la Universidad de Valladolid (1935)

Salvino Sierra tradujo, además:
- Anatomía descriptiva y disección, que contiene un resumen de embriología, estructura microscópica de los órganos y de los tejidos (1872)
- Tratado elemental de anatomía de regiones con aplicación a la medicina y cirugía (1875)

## Galardones
- Hijo predilecto de Villalaco, su localidad natal.
- En agradecimiento a su labor de promoción de la localidad de Villalaco y en honor al amor confeso a la misma, se le dedicó una calle.